# Андский кондор
А́ндский ко́ндор (лат. Vúltur grýphus) — вид птиц из семейства американских грифов, единственный представитель рода кондоров (Vultur). Распространён в Андах и на тихоокеанском побережье Южной Америки. Считается самой крупной летающей птицей Западного полушария. Контрастное оперение сочетает в себе чёрный и белый цвета, в последний окрашены широкие каймы второстепенных маховых перьев и кроющих перьев крыла, а также пуховой воротник. Единственный представитель семейства, обладающий половым диморфизмом, у самцов голова украшена мясистым тёмно-красным гребнем, а кожа на шее образует складки. Птицы питаются падалью, в том числе тушами домашнего скота или морских млекопитающих, выброшенных на берег, забирают добычу у пум. Выращивание птенцов занимает больше года: 50—60 дней птицы сидят на яйцах, шесть месяцев покрытый пухом птенец проводит в гнезде и ещё четыре месяца родители продолжают ухаживать за ним. В связи с этим андские кондоры откладывают яйца обычно раз в два года.
Андский кондор был впервые описан Карлом Линнеем в 10-м издании «Системы природы» в 1758 году, однако наскальные изображения кондора появились ещё 2—3 тысячи лет назад, а европейцы впервые столкнулись и описали птицу в 1553 году.

## Этимология

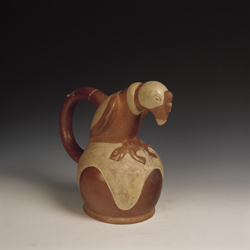
Глиняная фигурка кондора, относящаяся к индейской культуре Мочика. Музей Ларко Эрреры (Лима)

В 1553 году было дано первое описание встречи европейцев с андским кондором в книге «Хроника Перу» Сьеса де Леона. Название «кондор», звучащее одинаково на всех современных европейских языках, заимствовано из языка кечуа, на котором общаются многие жители Южной Америки. В словаре кечуа Диего Гонсалеса Ольгина (1608) приведены следующие названия:
- Cuntur — птица кондор.
- Cuntur hina purik — очень быстрый, великий путник.

В зоологической литературе андский кондор был впервые описан основоположником научной биологической систематики Карлом Линнеем в 1758 году, в десятом издании его «Системы природы». В этом же сочинении ему было присвоено латинское биноминальное название Vultur gryphus, которое и используется в научной литературе вплоть до настоящего времени. По названию стран, где он обитает, его также иногда называют аргентинским, боливийским, чилийским, колумбийским, эквадорским либо перуанским кондором. Родовое название Vultur (первоначально vultur либо voltur) в переводе с латинского означает «гриф», «стервятник». Слово gryphus происходит от др.-греч. γρυπός — «с орлиным или крючковатым носом, горбоносый».

## Систематика
Точное систематическое положение андского кондора пока не определено. Есть определённый консенсус относительно того, что он относится к семейству американских грифов (Cathartidae), куда помимо этой птицы включены ещё 6 современных видов. Международный союз орнитологов относит катартид, как и грифов Старого Света, к ястребообразным. Хотя все американские грифы имеют общие морфологические характеристики и аналогичную экологическую нишу с грифами Старого Света, они не являются близкими родственниками, так как произошли от разных предков и независимо друг от друга в разных частях света. Степень родства между этими внешне похожими птицами до сих пор является предметом научных споров. Некоторые орнитологи на основании результатов молекулярных исследований приходили к выводу, что ближайшими родственниками американских грифов являются аисты, таким образом включив их в отряд аистообразных. Наконец, некоторые исследователи предложили отнести их к отдельному отряду Cathartiformes.
Андский кондор — единственный сохранившийся до нашего времени вид из рода Vultur; ранее к нему также относили и калифорнийского кондора (Gymnogyps californianus). В отличие от своего североамериканского соседа, хорошо изученного по многочисленным ископаемым остаткам, палеонтологические свидетельства раннего существования андского кондора либо его предка крайне скудны. В 1891 году Франсиско Морено из Аргентины и Алкайд Меркерат (Alcide Mercerat) из Швейцарии описали вид Vultur fossilis, а в 1902 году шведский зоолог Эйнар Лённберг — вид Vultur patruus. Изображение окаменелостей (описания не существует) Vultur fossilis не демонстрирует отличий от андского кондора. На основании тех немногих небольших окаменелостей, обнаруженных в боливийской провинции Тариха, предполагают, что Vultur patruus — птица, обитавшая на южноамериканском континенте в эпоху плиоцена либо плейстоцена, — принадлежит к одному виду с нынешним андским кондором, хотя и несколько меньше его размером.

## Описание
Андский кондор — самая крупная летающая птица в Западном полушарии и самая тяжёлая среди всех хорошо летающих птиц. Несмотря на то, что его длина от клюва до хвоста в среднем на 5 см короче, чем у калифорнийского кондора, по размаху крыльев (274—310 см, или 260—320 см) он значительно превосходит своего ближайшего родственника. Масса самцов составляет 11—15 кг, самок — 8—11 кг. Некоторые самцы дроф и лебедей-шипунов в парках могут достигать массы 16—18 кг, но они уже не способны к полноценному полёту. Длина взрослых птиц варьирует в пределах от 102 до 117 см (по другим данным — от 100 до 122 или от 102 до 130 см). Правда, следует учитывать, что измерения проводят главным образом у птиц, содержащихся в неволе. Андский кондор является единственным представителем американских грифов, у которого наблюдается половой диморфизм.

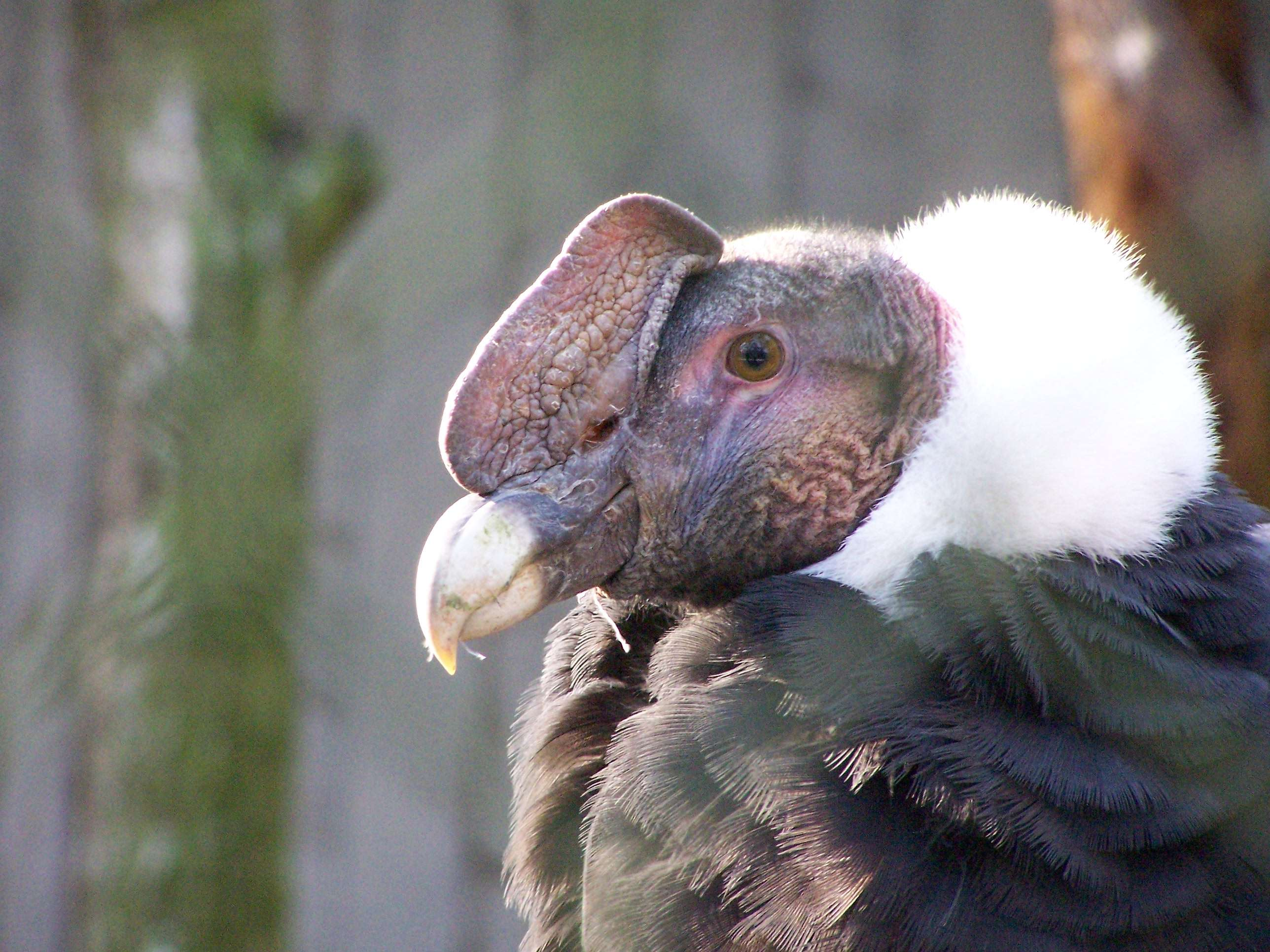
Голова самца кондора крупным планом

Окрас кондора контрастный и выразительный. Оперение почти полностью блестящее чёрное, за исключением белого пушистого воротничка вокруг шеи и широких белых каём на второстепенных маховых перьях и кроющих перьях крыла, особенно ярко выраженных у самцов (белые перья появляются только после первой линьки). У андского кондора, как и у остальных грифов, 10 первостепенных маховых перьев и 12 рулевых перьев, линька которых проходит без ухудшения полётных качеств. На голове и горле перья почти отсутствуют, кожа в этом месте имеет оттенки от бледно-розового цвета у основания шеи до красновато-фиолетового, бурого и жёлтого на голове. Такое оперение головы характерно для многих птиц-падальщиков, но у американских грифов выражено сильнее, чем у грифов Старого Света. Птицы постоянно ухаживают за своей головой, очищая её от перьев. Плешивость является гигиенической адаптацией, так как голая кожа головы позволяет легче проникать вглубь грудной клетки туши животного и легче чистится после этого. По другой версии кожа лучше очищается под действием ультрафиолетовых лучей и дегидратации в условиях высокогорья. Верхняя часть головы немного приплюснута. Ноздри сквозные, костной перегородкой не разделены. У самцов голова украшена большим тёмно-красным мясистым гребнем, который растёт с возрастом, а кожа на шее сильно сморщена, образуя многочисленные складки. Открытые участки кожи на голове и шее заметно изменяют свой цвет (краснеют или желтеют) при возбуждении птицы — такая особенность служит соответствующим сигналом для других особей. У молодых птиц оперение серовато-бурое, кожа на голове и шее более тёмная, почти чёрная. Воротник отсутствует, по другим источникам воротник бурый.
Клюв длинный, крючкообразно загнутый на конце, чёрный с жёлтой вершиной, хорошо приспособлен для разрывания подпорченной плоти. Клюв у американских грифов слабее, чем у европейских, что компенсируется особым строением языка. Подвижный язык с зазубренными краями позволяет «отпиливать» куски пищи. Клюв у молодых птиц полностью чёрный. Цвет радужной оболочки глаз у самцов и молодых птиц карий, у самок — гранатово-красный. Ресницы отсутствуют.
Ноги тёмно-серые. Средний палец заметно вытянут, а задний, наоборот, очень маленький и расположен выше остальных. Когти относительно прямые и неострые — такое строение не позволяет птицам захватывать и поднимать добычу, а также использовать лапы в качестве оружия, как это происходит у других хищных птиц или грифов Старого Света.

## Распространение

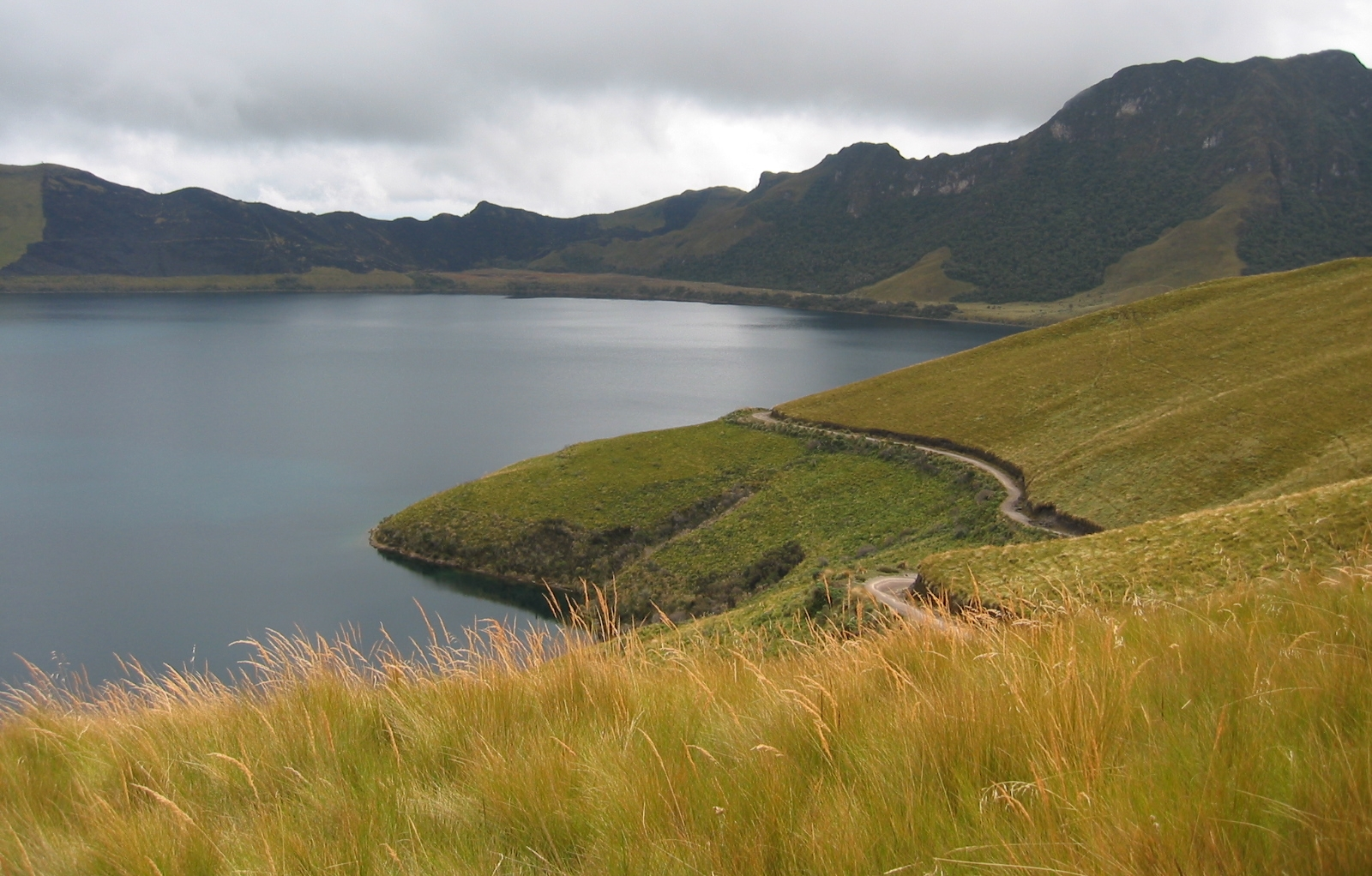
Парамо — одно из излюбленных мест обитания андских кондоров

Андский кондор распространён в Андах — горах на западе Южной Америки. Северная граница ареала проходит через Венесуэлу и Колумбию, однако в этих местах это крайне редкая птица. Южнее область распространения пролегает через горные районы Эквадора, Перу, Чили, Боливии и Западной Аргентины вплоть до Огненной Земли. Птицы встречаются в бассейне реки Рио-Негро на юге Аргентины и на островах в окрестностях мыса Горн. В северной части ареала кондоры обитают главным образом в верхнем поясе гор, на высоте 3000—5000 м над уровнем моря, в южной встречаются в предгорьях и на равнинах. В начале XIX века область распространения кондоров была гораздо шире и занимала всю горную цепь, начиная от западной части Венесуэлы и заканчивая южной оконечностью материка, однако за последнее время заметно сузилась вследствие хозяйственной деятельности человека.
Гумбольдт поднялся на вершину Чимборасо (свыше 6000 м), где, как ранее полагалось, должна была отсутствовать органическая жизнь, и в «Картинах природы» так описал парящих над ней кондоров:
…кондор, этот исполин среди коршунов, парил над нашими головами выше, чем пик Тенериф, если его взгромоздить на снежные хребты Пиренеев, выше всех вершин Анд.
Места его обитания сочетают в себе альпийские вершины на высоте до 5000 м над уровнем моря и большие открытые пространства, поросшие травой и удобные для обзора с большой высоты. Примером таких мест служат парамо — безлесные плоскогорья в Андах. Птицы часто встречаются в буковых лесах Патагонии, спускаются в пустынные районы Чили и Перу, на побережье, где на берег выбрасывает китов, тюленей и морских птиц. Иногда залетают в равнинные области на востоке Боливии и юго-западе Бразилии. В частности, птиц видели в 100 км от подножия Анд в районе Гран-Чако.
Птицы ведут оседлый образ жизни и не осуществляют сезонных миграций, однако в поисках пищи могут преодолевать большие расстояния.

## Экология и поведение

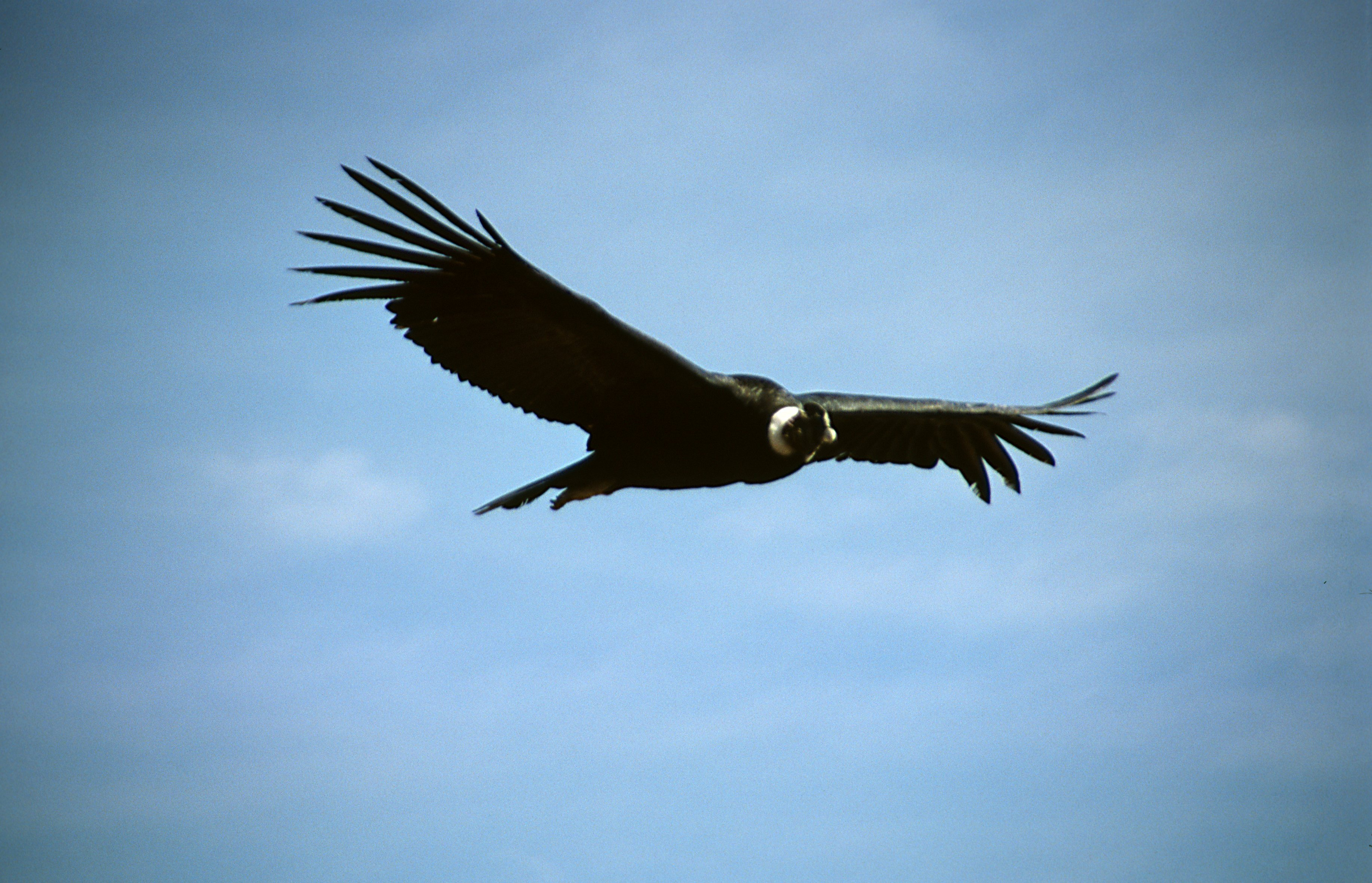
Парящий кондор

Особенно зрелищно выглядят кондоры высоко в небе, плавно паря кругами в восходящих потоках тёплого воздуха. При этом они держат свои крылья в горизонтальной плоскости, а концы первостепенных маховых растопыренными и слегка изогнутыми вверх. О том, что кондоры преимущественно парящие птицы, говорят особенности их анатомического строения — относительно небольшая грудная кость и, соответственно, слабые грудные мышцы, необходимые для активного полёта. Набрав высоту, кондоры очень редко делают взмахи крыльями, используя энергию воздушных масс и тем самым экономя свою собственную. Основоположник современной эволюционной теории Чарльз Дарвин, наблюдавший за парением этих птиц в Патагонии, отмечал, что за полчаса наблюдений они не взмахнули ни разу. Отдыхать птицы также предпочитают на большой высоте на скалистом карнизе, с которого удобно соскочить, не взлетая ввысь. Наоборот, с земли они поднимаются тяжело и с большого разбега, особенно после обильной трапезы.
Как и у других американских грифов, у андских кондоров имеется необычная для других птиц привычка испражняться на собственные ноги — попавшая на кожу моча испаряется и тем самым способствует охлаждению организма. Такой же механизм охлаждения также присущ аистам. Вследствие такого поведения ноги птиц часто испещрены белыми прожилками мочевой кислоты.

## Питание
Основу рациона андского кондора составляют туши павших животных, падаль. В поисках пищи птицы часто путешествуют на дальние расстояния, пролетая за день до 200 км. Вдали от моря они отдают предпочтение останкам крупных копытных животных, таких как олени, гуанако, коровы, погибших естественной смертью либо задушенных пумой. При этом исследования в Патагонии показали, что андские кондоры забирают добычу у пумы, заставляя её больше охотиться (количество убитых особей на 50 % больше, чем в Северной Америке). Всё чаще в пищу к кондорам попадают домашние и экзотические животные. В некоторых районах Аргентины до 98,5 % рациона формируют экзотические травоядные. Побережье служит постоянным и надёжным источником пропитания, по этой причине многие кондоры обживают лишь небольшие территории в несколько километров вдоль береговой линии. На морском побережье кормятся тушами морских млекопитающих, выброшенными на берег. Кроме падали, они также разоряют гнёзда колониальных морских птиц, питаясь их яйцами и нападая на птенцов. Могут употреблять в пищу дарвинова нанду (Rhea pennata).
В поисках пищи птицы в основном используют своё великолепное зрение. Кроме поиска добычи, они также тщательно наблюдают за другими, находящимися поблизости птицами — во́ронами и другими американскими грифами — грифом-индейкой (Cathartes aura), большой (Cathartes melambrotus) и малой (Cathartes burrovianus) желтоголовыми катартами. С последними у кондоров сложился так называемый симбиоз, или взаимовыгодное существование: катарты обладают очень тонким обонянием, способным издалека учуять запах этилмеркаптана — газа, выделяемого на первой стадии гниения, однако их малые размеры не позволяют столь эффективно разрывать прочную кожу крупных жертв, как это удаётся андским кондорам. Крепкий клюв андского кондора позволяет им разрывать кожу и извлекать из туш мышцы и внутренности. К кондорам присоединяется американская чёрная катарта (Coragyps atratus), в общей сложности на одной туше может питаться до 40 особей, но обычно не более одного взрослого андского кондора одновременно, который занимает доминирующее положение.
В основном андский кондор питается днём в полуденные часы, но это может зависеть от региона. Кондоры вполне могут обходиться без еды несколько дней подряд, а затем за раз съесть сразу несколько килограммов мяса; иногда после обильной трапезы они даже не способны сразу подняться в воздух. Поскольку строение ног кондора не позволяет им захватывать и переносить добычу, птицы вынуждены кормиться на том же месте, где её и нашли. Как и другие падальщики, кондоры играют важную роль в балансе экосистемы, уменьшая опасность распространения инфекций. В тех районах, где их численность резко сократилась, вырос падёж скота и стали появляться опасные для человека болезни.

## Размножение
Во время ухаживания кожа на голове самцов набухает и заметно изменяет свой цвет от бледно-розового до ярко-жёлтого. Приближаясь к самке, он надувает и вытягивает шею, выпячивает грудь и шипит. После этого он расправляет крылья и в таком положении стоит перед самкой, цокая языком. Ещё одно ритуальное поведение заключается в своеобразном танце, когда птица подпрыгивает с частично раскрытыми крыльями, шипит и пыхтит. Птицы сохраняют пару в течение всей жизни.

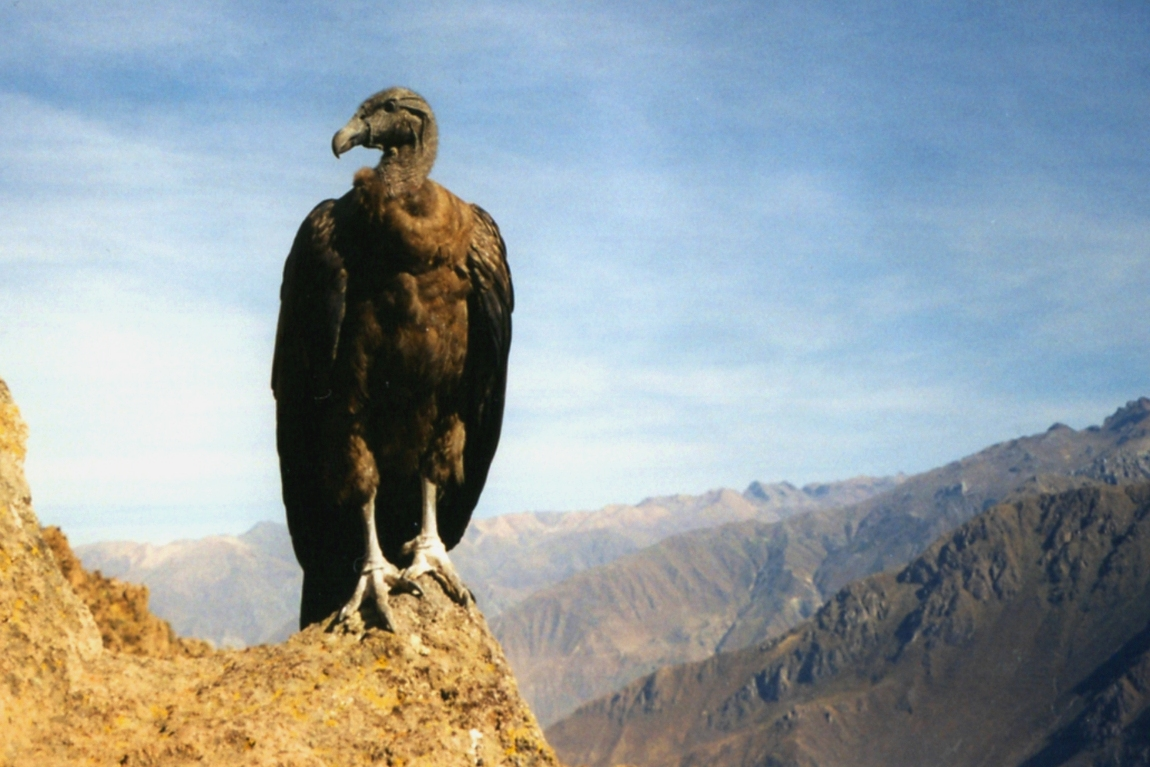
Молодая птица на вершине скалы

Кондоры предпочитают гнездиться в верхнем поясе гор на высоте 3000—5000 м над уровнем моря. Они очень чувствительны к фактору беспокойства гнезда, обычно гнездо располагается в месте, недоступном для мелких хищников. Гнездо на скалистом обрыве или на выступе в неглубокой пещере состоит всего лишь из небольшой подстилки из веточек. Вдоль побережья Перу, где имеются только отдельные скалы, яйца часто просто укладываются без подстилки в расщелины между валунами на склонах.
Птицы откладывают яйца в апреле-октябре в Колумбии, феврале-июне — в Перу и сентябре-октябре в Чили. Кладка состоит из одного-двух (по другим данным только одного) голубовато-белых яиц весом около 280 г и длиной 75—100 мм. Инкубационный период составляет 54—58 дней (по другим данным в неволе 50—60 дней); насиживают оба родителя. В случае, если по какой-либо причине яйцо утрачено, самка торопится на то же место снести ещё одно. Такое поведение часто используется орнитологами, работающими над разведением птиц — изъятие и последующая искусственная инкубация яиц способствует более высокому темпу размножения.
Вылупившиеся птенцы зрячие, но голые. Вскорости покрываются густым светло-серым пухом, при этом голова остаётся голой, второй пуховой наряд, более тёмный, может покрывать и голову. Замечено, что птенцы принимают за родителей любой предмет, увиденный ими сразу после рождения; по этой причине кондорам, размножающимся в условиях неволи, рядом с гнездом устанавливают пластиковый манекен взрослого кондора — в будущем это поможет ему быстрее адаптироваться в дикой природе. Кормлением птенцов занимаются оба родителя, отрыгивая им частично переваренную пищу из клюва в клюв. Полное оперение и способность к полёту появляются у птенцов в возрасте шести месяцев, ещё четыре месяца за ними продолжают ухаживать родители, после чего птенцы остаются с родителями до следующего размножения. Из-за того, что полный цикл занимает больше года, птицы обычно размножаются раз в два года, при успешном гнездовании — раз в 18 месяцев, а при плохих условиях кормления могут не делать кладку вовсе.
У больших групп кондоров хорошо развита социальная структура, в которой старшие птицы, как правило, доминируют над младшими, а самцы над самками.

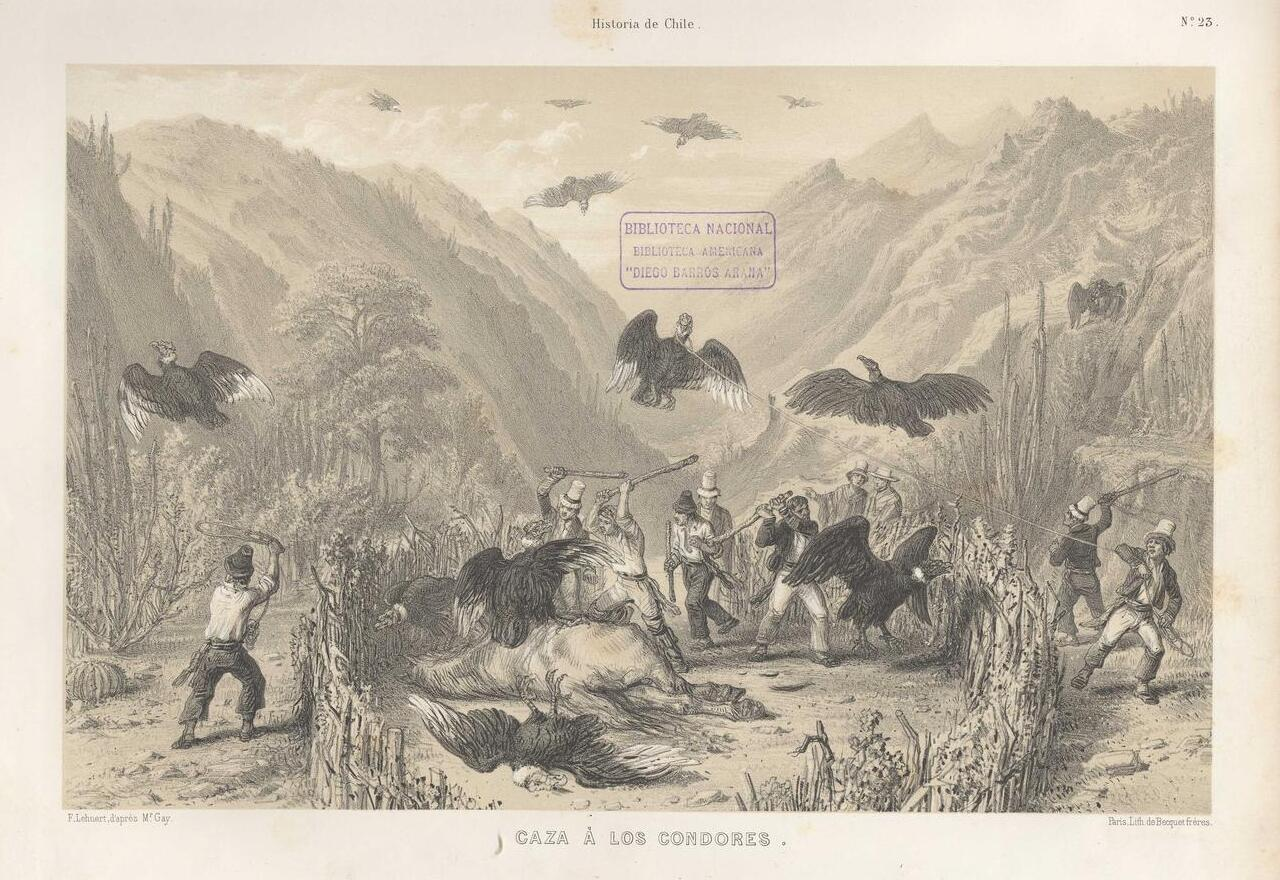
Охота на кондора (Чили, XIX век)

Половая зрелость у молодых кондоров наступает довольно поздно для птиц — в возрасте пяти или шести лет, по другим данным, только в 8-летнем возрасте птицы приобретают полное оперение, при этом у птиц в неволе половая зрелость наступает ещё позже. Андские кондоры живут до 50 лет, в Московском зоопарке кондор Кузя прожил более 70 лет.

## Генетика
Молекулярная генетика
- Депонированные нуклеотидные последовательности в базе данных EntrezNucleotide, GenBank, NCBI, США: 156 (по состоянию на 29 марта 2021).
- Депонированные последовательности белков в базе данных EntrezProtein, GenBank, NCBI, США: 79 (по состоянию на 29 марта 2021).

## Птицы и человек

### Угрозы и охрана
В Красной книге Всемирного союза охраны природы андскому кондору в 2000 году была присвоена категория NT («Near Threatened»), включающая в себя виды, близкие к переходу в группу угрожаемых. Ещё ранее, в 1970 году, он был включён в Список исчезающих видов США (англ. United States Endangered Species list). Основными причинами, ведущими к вымиранию вида, называют сокращение мест обитания, необходимых для поиска корма, а также гибель от отравленного свинцом мяса животных, убитых охотниками. Наибольшей опасности вымирания кондоры были подвержены в северной части ареала, а в Венесуэле и Колумбии за последние годы они стали исключительно редкими птицами.

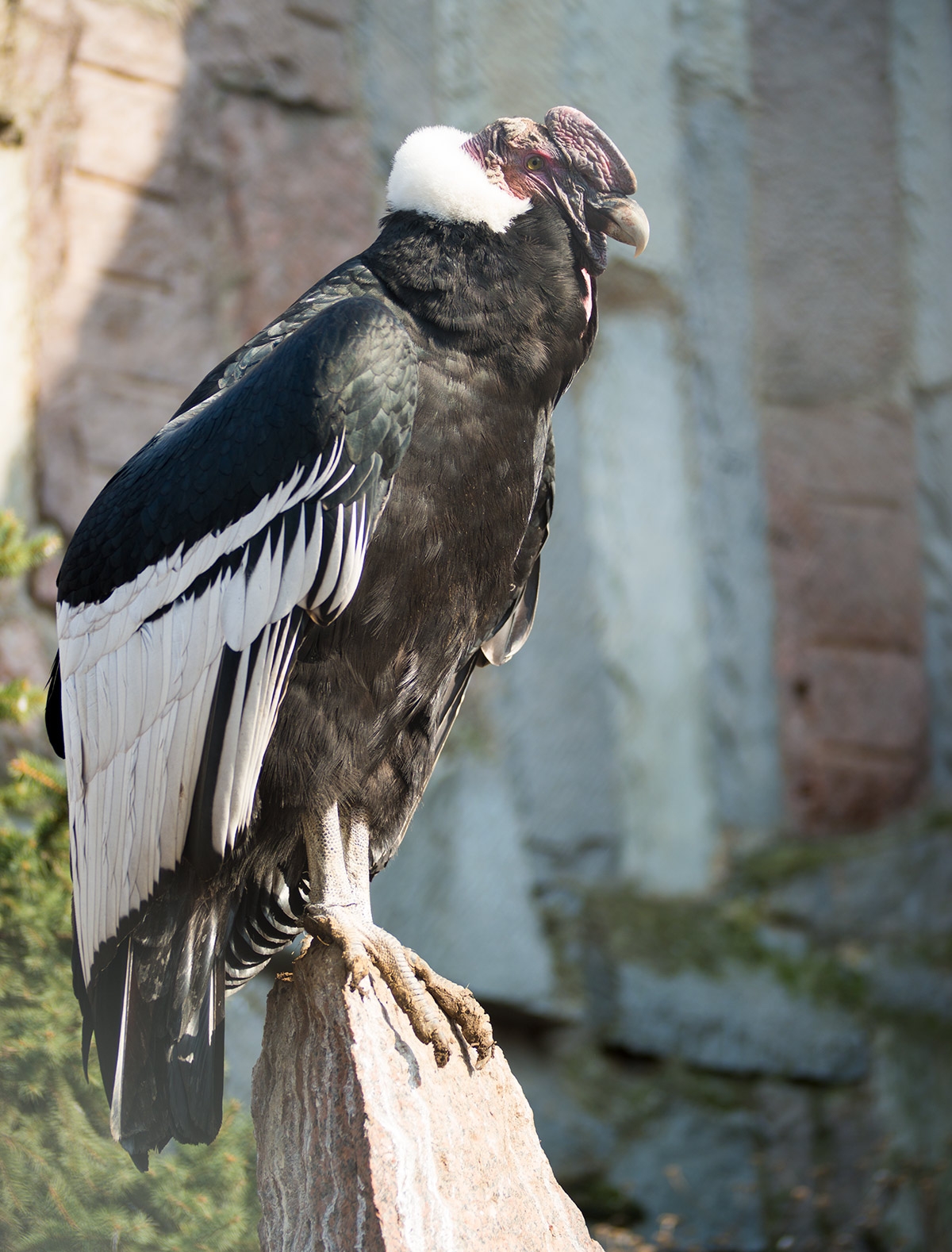
Андский кондор в Московском зоопарке

Численность андского кондора в дикой природе оценивается в 10 тысяч особей, что эквивалентно примерно 6700 взрослых птиц. Самая крупная колония обитает на северо-западе Патагонии и составляет около 300 особей (около 200 взрослых птиц). В Эквадоре обитает около 65 птиц в пяти различных стаях, в Венесуэле — меньше 30 птиц. Численность андского кондора продолжает снижаться во всех странах, за исключением северных районов Аргентины, где она остаётся стабильной.
Поскольку благодаря хорошей адаптации к местным климатическим условиям и отсутствию естественных врагов у этого вида обычно низкий процент смертности, в процессе эволюции у кондоров выработался также и низкий процент рождаемости, что сделало его сильно уязвимым от преследования человеком. Ранее многие фермеры ошибочно полагали, что кондоры нападают на их домашний скот, и по этой причине массово их истребляли. Будучи крупной мишенью, даже легко раненые выстрелом птицы погибали от попавшего в них свинца. Были созданы учебные программы, призванные вести разъяснительную работу среди местных жителей.
В зоопарках мира занялись разведением этих птиц с последующим внедрением их в естественные места обитания. Например, в Ленинградском зоопарке начиная с 1980 года выведено 3 птенца и позже, начиная с 1995 года, ещё 7 птенцов. Программа по внедрению в дикую природу выращенных в неволе птенцов кондоров заработала в 1989 году — были выпущены на волю первые птицы. Ручные кондоры быстро привыкают к человеку и не боятся его, поэтому при разведении орнитологи стараются, чтобы контакт с человеком был минимальным: птенцов кормят перчатками, внешне напоминающими взрослых птиц. Перед выпуском на волю их в течение трёх месяцев держат в просторных вольерах, где они имеют больше свободы передвижения. Перед внедрением птицам прикрепляют датчик и затем с помощью спутника следят за его перемещениями в дикой природе.
В связи с тем, что другой родственный вид, калифорнийский кондор, оказался на грани исчезновения и сохранился только в зоопарках, в 1988 году национальная служба США по охране рыбных водоёмов и дикой природы (англ. US Fish and Wildlife Service) приняла решение о начале эксперимента о временной интродукции выращенных андских кондоров в Калифорнии перед тем, как выпустить туда калифорнийский вид. С целью избежать дальнейшего распространения этих птиц в чужеродной для них среде, на волю были выпущены только самки. Эксперимент оказался успешным, и все птицы в дальнейшем были отловлены и реинтродуцированы в Южной Америке, а их место заняли калифорнийские кондоры.

### Роль в культуре
В культуре народов Анд эта птица играет очень важную роль — аналогичную той, что имеет белоголовый орлан в Северной Америке. Наскальные рисунки этих птиц начинают появляться ещё за 2,5 тыс. лет до нашей эры. Одна из гигантских фигур на плато Наска в Перу принадлежит кондору. У многих южно-американских индейцев андский кондор считался священной птицей. Он ассоциировался с божеством Солнца и считался правителем верхнего мира. Для многих народов Анд кондор — это символ силы и здоровья, и многие полагают, что кости и другие органы этой птицы обладают лечебными свойствами.
Птиц исстребляли в ритуальных целях, из-за красивых перьев и на чучела, отстреливали как вредителей. Несмотря на то, что строение лап не позволяет уносить добычу, существуют местные легенды о способности кондора унести овцу, свинью или ребёнка. В романе Жюля Верна «Дети капитана Гранта» во время путешествия по Патагонии кондор напал на мальчика Роберта и поднял его в своих когтях высоко в небо
Всемирную известность получила основанная на народных мотивах музыкальная композиция из сарсуэлы El Cóndor Pasa («Полёт кондора»), написанная в 1913 году композитором Даниэлем Аломиа Роблесом (1871—1942). Сарсуэла повествует о трагическом конфликте между индейскими племенами и европейскими колонизаторами Америки. Известная мелодия звучит в финале пьесы, андский кондор символизирует в ней идеал свободы. В 2004 году этот мотив был признан национальным достоянием перуанского народа.

### Символика и геральдика
Андский кондор является одним из символов Анд и считается национальным символом Аргентины, Перу, Боливии, Чили, Колумбии и Эквадора. В последних четырёх государствах он также считается и национальной птицей.
Андский кондор изображён на гербах Чили, Боливии, Колумбии и Эквадора:

Герб Боливии
Герб Чили
Герб Колумбии
Герб Эквадора

### Филателия и нумизматика
Начиная с XIX столетия андские кондоры часто изображаются на почтовых марках. Например, в XX и XXI веках такие марки были выпущены в 1935 и 2001 годах в Чили, в 1958 году в Эквадоре, в 1960 году в Аргентине, в 1973 году в Перу, в 1985 году в Боливии, в 1992 году в Колумбии и в 2004 году в Венесуэле.

Почтовые марки с изображением андского кондора
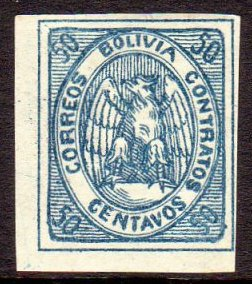
Боливия (1867)
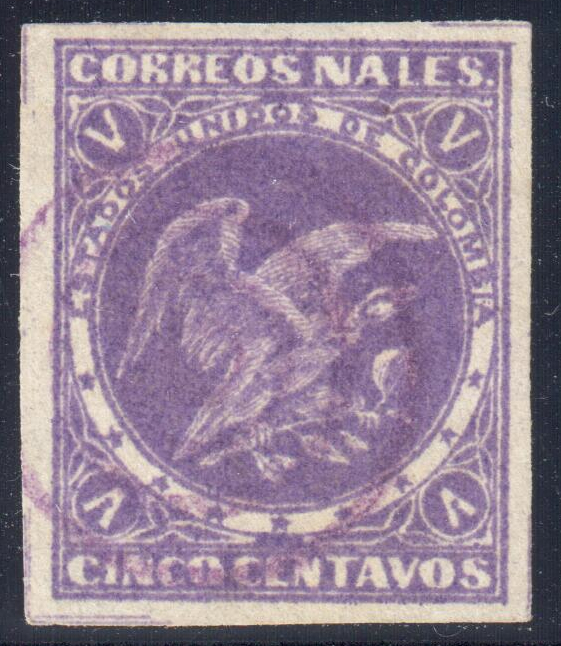
Колумбия (1877)
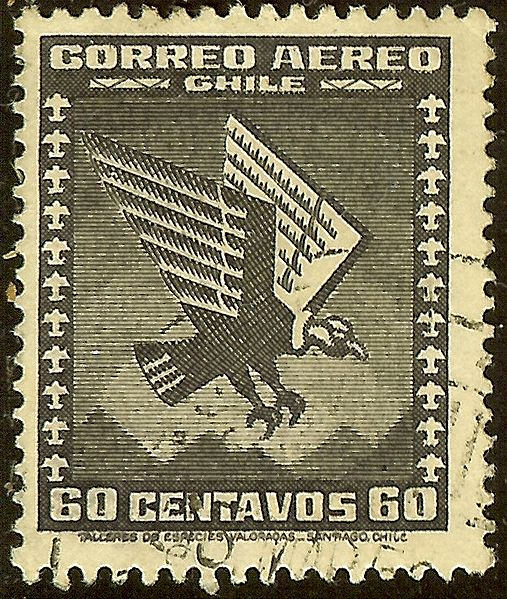
Чили (1935)

Изображения птицы имеются также на денежных знаках и монетах Колумбии и Чили. Более того, в прошлом в Колумбии, Чили и Эквадоре имели хождение монеты, называвшиеся «кондор» (condor). Так, в Колумбии в конце XIX века была в использовании монета кондор — в 10 пиастров, двойной кондор — в 20 пиастров; с 1903 года это была золотая монета, равная 10 долларам (или 19 рублей 89 копеек по тогдашнему курсу рубля). В Чили 1 кондор приравнивался к 5 эскудо или 10 песо. С 1895 года золотая монета достоинством в 1 кондор содержала 10,98 г чистого золота и была эквивалентом 20 песо (или 13 рублей 95 копеек по курсу рубля). В Эквадоре золотой кондор содержал 7,3 г чистого золота, что соответствовало 1 английскому соверену, и делился на 10 сукре.